# Małopolska Uczelnia Państwowa im. rotmistrza Witolda Pileckiego w Oświęcimiu

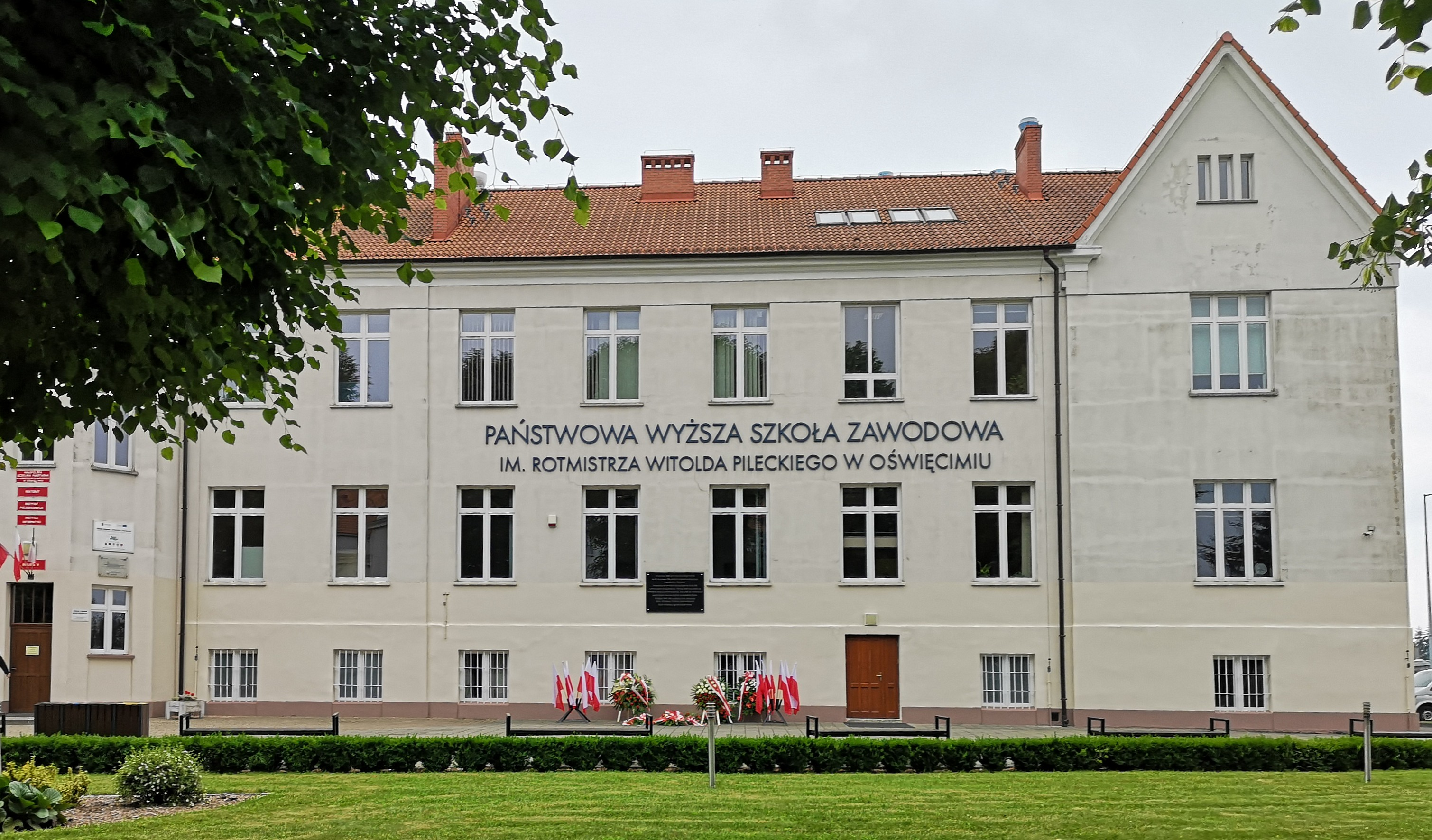
Małopolska Uczelnia Państwowa im. rotmistrza Witolda Pileckiego w Oświęcimiu

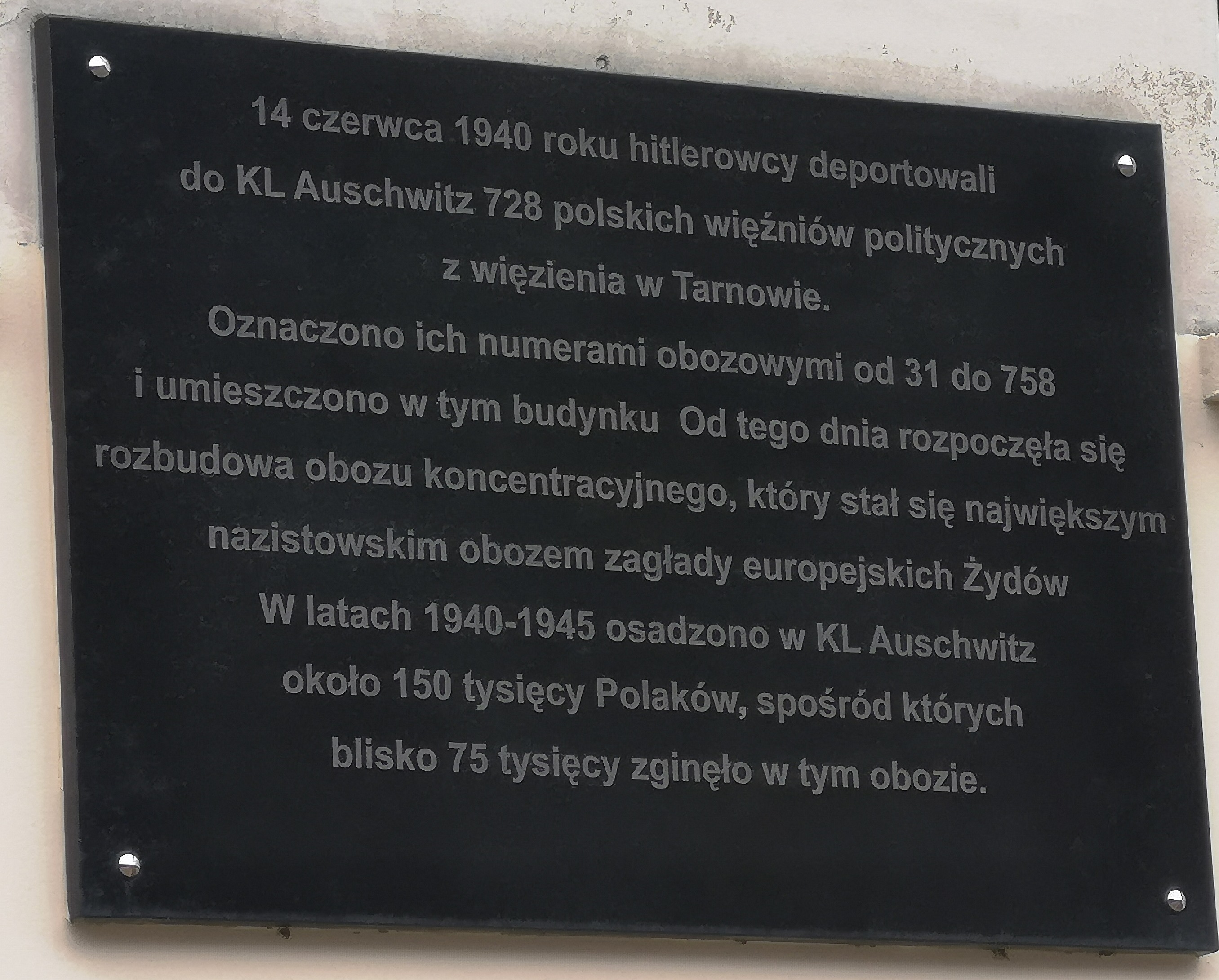
Tablica pamięci pierwszego transportu do KL Auschwitz

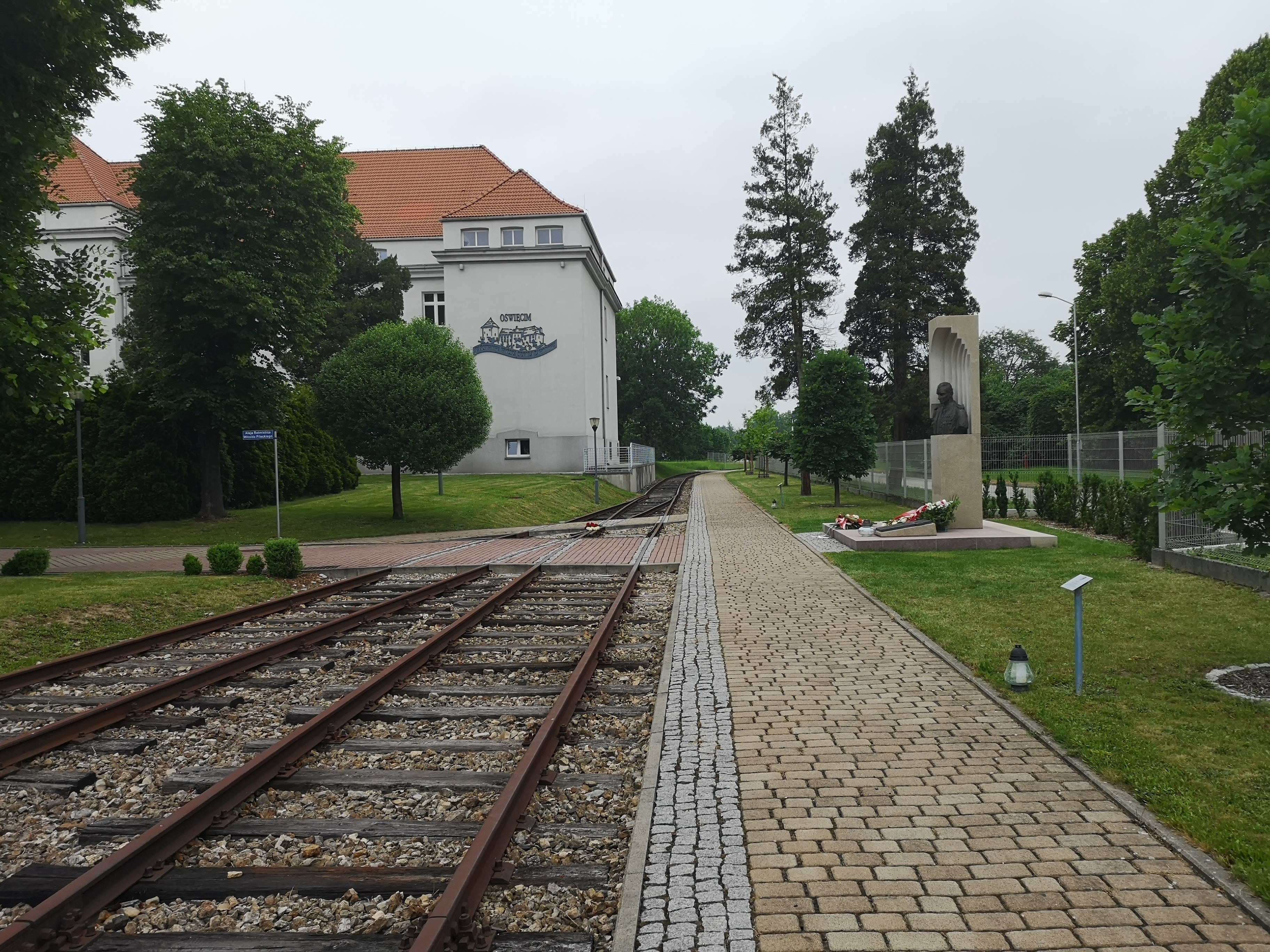
Tory, po których przejechał pierwszy transport do KL Auschwitz i pomnik rtm. Witolda Pileckiego na terenie uczelni

Małopolska Uczelnia Państwowa im. rotmistrza Witolda Pileckiego w Oświęcimiu (dawniej: Państwowa Wyższa Szkoła Zawodowa im. rotmistrza Witolda Pileckiego w Oświęcimiu) – publiczna uczelnia zawodowa, utworzona 1 lipca 2005 w Oświęcimiu, na podstawie Rozporządzenia Rady Ministrów z dnia 7 czerwca tego samego roku. Powstanie uczelni w Oświęcimiu było wspólną inicjatywą władz samorządowych powiatu oświęcimskiego, województwa małopolskiego i Oświęcimia. Patronat nad uczelnią objął Uniwersytet Jagielloński. 19 listopada 2010 roku MUP w Oświęcimiu przyjęła imię rotmistrza Witolda Pileckiego.
Przesłaniem Uczelni jest „Pamięć-Współczesność-Nowoczesność”, by zachowując pamięć o przeszłości, kształcić młodych ludzi nowocześnie, ku wyzwaniom stabilnej, pokojowej przyszłości. Uczelnia kształci na studiach licencjackich, inżynierskich i magisterskich. Wszystkie kierunki studiów mają profil praktyczny. Studenci mogą również kontynuować naukę na wielu europejskich uczelniach w ramach programu Erasmus +. Studiują m.in. w: Hiszpanii, Niemczech, Turcji, Słowacji, Słowenii i w Czechach.
Małopolska Uczelnia Państwowa im. rotmistrza Witolda Pileckiego w Oświęcimiu dysponuje dwoma budynkami: Collegium Primum oddanym do użytku w roku 2005 oraz Collegium sub Horologio, którego adaptacja w ramach Małopolskiego Regionalnego Programu Operacyjnego zakończyła się w roku 2010. Rektorat Uczelni mieści się w historycznym budynku pierwszego transportu polskich więźniów politycznych do KL Auschwitz.
W Uczelni działają:
dom studencki, wydawnictwo, czytelnia multimedialna, dostępna dla mieszkańców biblioteka, Uniwersytet Dziecięcy, Uniwersytet Trzeciego Wieku, wolontariat, duszpasterstwo akademickie, Akademicki Związek Sportowy oraz studenckie koła naukowe.

## Historyczne budynki uczelni
W budynku Collegium Primum podczas wojny osadzono pierwszy transportu polskich więźniów politycznych do Auschwitz-Birkenau. Znalazło się w nim 728 Polaków z więzienia w Tarnowie. Dzień ich przywiezienia do Oświęcimia, 14 czerwca 1940 r., uważa się za początek funkcjonowania obozu. To tam odbył się też pierwszy w dziejach obozu apel. Po przeniesieniu więźniów do obozu macierzystego, w budynku Monopolu – zwanym Stabsgebäude (budynkiem sztabowym) – przez pewien czas mieściły się biura administracji obozowej, później kwatery dla nadzorczyń SS i magazyn broni, a w piwnicy zorganizowano pralnię odzieży dla esesmanów. W 2005 r. budynek otworzył swoje podwoje dla kilkuset studentów Państwowej Wyższej Szkoły Zawodowej w Oświęcimiu. Na elewacji budynku MUP umieszczono tablicę upamiętniająca tragiczne wydarzenia, a w korytarzach budynku Collegium Primum znajduje się ekspozycja stała ilustrująca losy więźniów I transportu do KL Auschwitz. Co roku 14 czerwca przed budynkiem Uczelni odbywają się uroczystości upamiętniające te wydarzenia, w których uczestniczą byli więźniowie obozu.
20 kwietnia 2009 roku, podczas remontu II budynku Uczelni – Collegium sub Horologio – pracownicy ekipy remontowej odkryli zamurowaną w ścianie butelkę, a w niej – ukrytą kartkę. Znajdowały się na niej nazwiska i numery obozowe siedmiu więźniów, którzy jesienią 1944 roku budowali schron przeciwlotniczy w budynku magazynu SS, obecnie należącym do MUP. Wszyscy więźniowie mieli 18–20 lat, wśród nich sześciu było narodowości polskiej i jeden francuskiej. Na pamiątkę tego zdarzenia wierna kopia listu wraz z tablicą pamiątkową zawisła w miejscu odnalezienia cennego dokumentu – w przyziemiu budynku Collegium sub Horologio.
Aula budynku Collegium sub Horologio nosi imię innego bohatera Kazimierza Piechowskiego, przedwojennego harcerza, więźnia obozu Auschwitz-Birkenau (nr 918), żołnierza Armii Krajowej, który za swą akowską przeszłość został skazany w Polsce Ludowej i spędził w więzieniu siedem lat. Kazimierz Piechowski zasłynął brawurową ucieczką z obozu, udokumentowaną w filmie pt. „Uciekinier”. Piechowski podczas jednej z wizyt w Uczelni powiedział: „Cieszę się niezmiernie, że w budynkach, które były moim więzieniem, moim piekłem, w których pracowałem i z których rozpoczęła się moja ucieczka do wolności – mieści się ta wspaniała i ważna dla mnie Uczelnia”.

## Władze uczelni
- Rektor: dr n. o zdr. Sonia Grychtoł, prof. MUP[3]
- Prorektor ds. studenckich i Promocji: dr Radosław Folga[3]
- Prorektor ds. Nauczania i Ogólnych: dr Katarzyna Wadoń-Kasprzak[3]
- Dyrektor ds. Ekonomiczno-Finansowych: mgr Justyna Kuglin[3]

## Struktura uczelni
- Instytut Nauk Humanistycznych i Społecznych (dyrektor: dr Jadwiga Oleksy)
- Instytut Nauk o Zdrowiu (dyrektor: dr Wiesława Kołodziej)
- Instytut Nauk Inżynieryjno-Technicznych (dyrektor: dr Joanna Stuglik)
- Instytut Nauk o Ekonomii i Bezpieczeństwie (dyrektor: dr Dobrochna Sztajerska)

## Kierunki kształcenia
MUP oferuje możliwość kształcenia na czternastu kierunkach studiów pierwszego stopnia (studia licencjackie i inżynierskie) oraz jednolitych studiach magisterskich.
- Filologia angielska
- Pedagogika
- Pielęgniarstwo
- Politologia
- Praca socjalna
- Wychowanie fizyczne
- Zarządzanie
- Zarządzanie i Inżynieria produkcji – studia inżynierskie
- Informatyka – studia inżynierskie
- Finanse i Rachunkowość
- Bezpieczeństwo wewnętrzne
- Dietetyka
- Mechatronika – studia inżynierskie
- Pedagogika przedszkolna i wczesnoszkolna - jednolite studia magisterskie
- Ratownictwo medyczne
- Administracja publiczna i Komunikowanie społeczne

Uczelnia kształci również na pięciu kierunkach studiów drugiego stopnia (studia magisterskie):
- Pielęgniarstwo
- Politologia
- Pedagogika
- Zarządzanie i Inżynieria produkcji
- Ekonomia.